# Quest Airlock

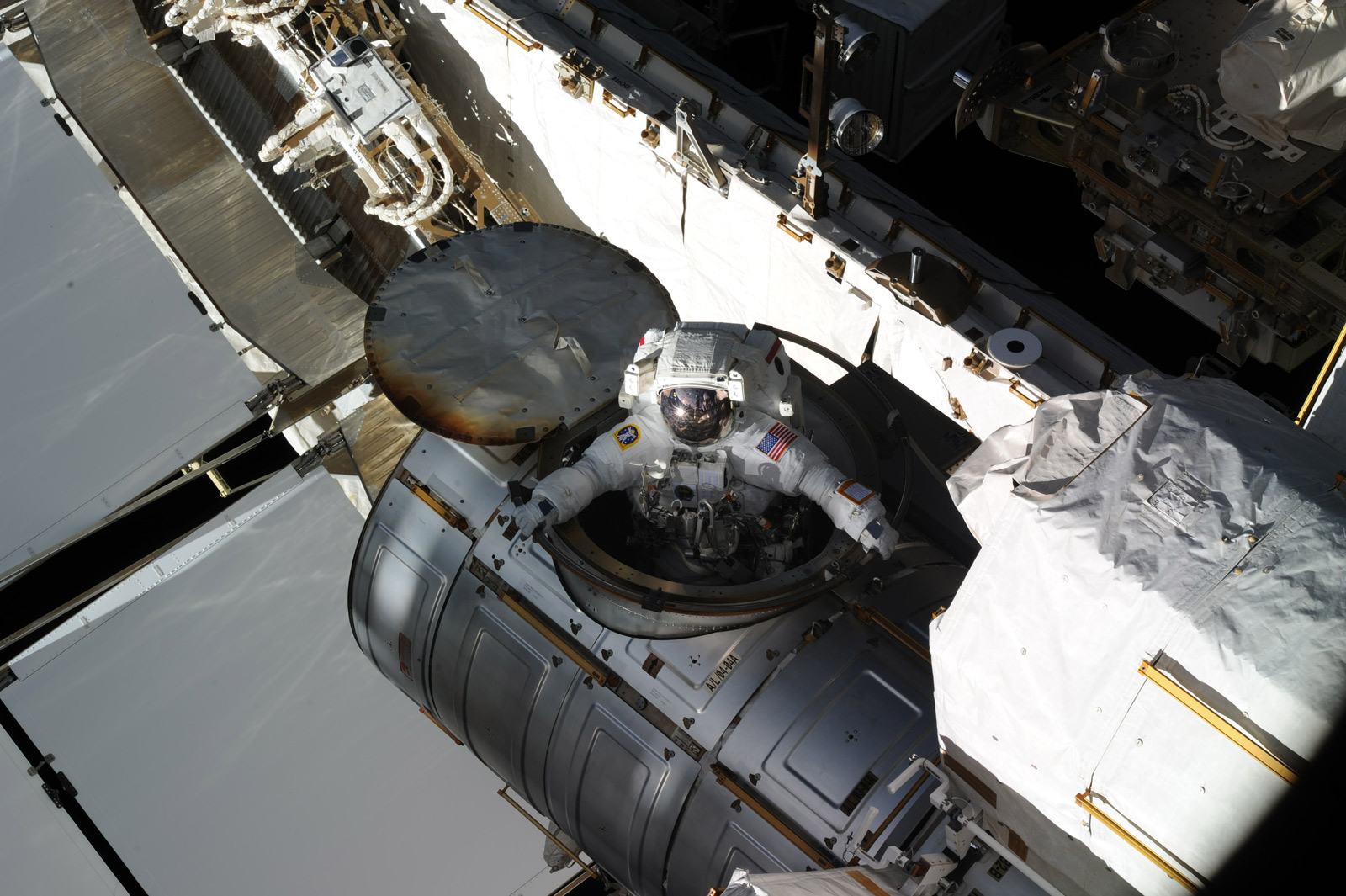
Rymdpromenad från Quest

Quest Airlock är en amerikansk trycksatt modul på den internationella rymdstationen, ISS. Från modulen kan rymdpromenader i både amerikanska och ryska rymddräkter påbörjas. Rymdpromenader i ryska rymddräkter kan även utföras från modulen Pirs Airlock.
Quest Airlock har två avdelningar, en ("Equipment lock") där rymddräkter och annan utrustning förvaras, samt en luftsluss ("Crew Lock") från vilken man träder ut i rymden. 
Quest Airlock har två gastankar med syre och två gastankar med kväve, för att ersätta den atmosfär som går förlorad när man öppnar luckan ut till den tomma världsrymden.
För att minska risken för dykarsjuka tillbringar man ofta natten före en rymdpromenad i Quest Airlock, där luft med reducerad halt av kväve då tillhandahålls.
De första astronauter som använde Quest Airlock var Carl E. Walz och Daniel W. Bursch.

## Anslutningar
Quest Airlock är ansluten på styrbord sida av förbindelsemodulen Unity. Porten är av typen Common Berthing Mechanism.

## Dimensioner och vikt
Quest Airlock är 5.5 meter lång, har en diameter på 4 meter och väger ungefär 6 ton.

## Kostnad
År 2001, ungefär 164 miljoner amerikanska dollar.

## Uppskjutning
Quest Airlock sköts upp och installerades i juli 2001, av STS-104.

### Fotnoter
1. ↑  Manned Astronautics - Figures & Facts, Quest Airlock Arkiverad 5 oktober 2015 hämtat från the Wayback Machine., läst 17 augusti 2016.
2. ↑  Manned Astronautics - Figures & Facts, Unity Arkiverad 5 oktober 2015 hämtat från the Wayback Machine., läst 17 augusti 2016.
3. ↑  NASA's sida om Quest Airlock.